# Ferenci (Ozalj)
Ferenci is een plaats in de gemeente Ozalj in de Kroatische provincie Karlovac. De plaats telt 65 inwoners (2001).